# Az FC Fehérvár 2008–2009-es szezonja
Az FC Fehérvár 2008–2009-es szezonja szócikk a FC Fehérvár első számú férfi labdarúgócsapatának egy szezonjáról szól, mely sorozatban a 9., összességében pedig a 40. idénye a csapatnak a magyar első osztályban. A klub fennállásának ekkor volt a 67. évfordulója.

## Mérkőzések
| Színmagyarázat | Színmagyarázat |
| -------------- | -------------- |
|                | Győzelem.      |
|                | Döntetlen.     |
|                | Vereség.       |

### Soproni Liga 2008–09

#### Őszi fordulók
| 1. forduló 2008. július 26. 20:00 |

| BFC Siófok | 1 – 0               | FC Fehérvár |
| ---------- | ------------------- | ----------- |
| Sütő 17'   | (1 – 0) Jegyzőkönyv | Sifter 72'  |

| Révész Géza utcai stadion, Siófok Nézőszám: 4 500 Játékvezető: Iványi Zoltán (magyar) |

| 2. forduló 2008. augusztus 2. 20:00 |

| FC Fehérvár                                         | 1 – 0               | Haladás                                       |
| --------------------------------------------------- | ------------------- | --------------------------------------------- |
| Cesar Romero 24' Horváth 30' Dvéri 72' Csobánki 87' | (1 – 0) Jegyzőkönyv | Molnár 42' Rajos 48' Schimmer 57' Kenesei 70' |

| Sóstói Stadion, Székesfehérvár Nézőszám: 2 186 Játékvezető: Németh Ádám (magyar) |

| 3. forduló 2008. augusztus 10. 20:00 |

| Debreceni VSC                       | 1 – 0               | FC Fehérvár                            |
| ----------------------------------- | ------------------- | -------------------------------------- |
| Oláh 32' Czvitkovics 52' Takács 90' | (1 – 0) Jegyzőkönyv | Mohl 6' Dvéri 17' Andić 70' Farkas 86' |

| Oláh Gábor utcai stadion, Debrecen Nézőszám: 6 500 Játékvezető: Fábián Mihály (magyar) Asszisztensek: Szpisják Zsolt Varga Zsolt |

| 4. forduló 2008. augusztus 16. 20:00 |

| FC Fehérvár                                  | 1 – 2               | Kecskeméti TE                                                 |
| -------------------------------------------- | ------------------- | ------------------------------------------------------------- |
| Horváth 64' 18' Andić 56' Sitku 76' Mohl 87' | (0 – 1) Jegyzőkönyv | Menyhárt 13' Csordás 49' Yannick 65′ Čukić 88' Mitrović 90+4' |

| Sóstói Stadion, Székesfehérvár Nézőszám: 1 600 Játékvezető: Bede Ferenc (magyar) |

| 5. forduló 2008. augusztus 23. 20:00 |

| Rákospalotai EAC                          | 1 – 2               | FC Fehérvár                                                                             |
| ----------------------------------------- | ------------------- | --------------------------------------------------------------------------------------- |
| Lisztes 31' Kapcsos 40′ Nagy 70' Kiss 82' | (1 – 0) Jegyzőkönyv | Pavličić 51' 79' Sitku 70' Horváth 22' Farkas 48' Cesar Romero 70' Simek 78' Koller 90′ |

| Budai II László Stadion, Budapest Nézőszám: 600 Játékvezető: Berger József (magyar) |

| 6. forduló 2008. augusztus 30. 20:00 |

| FC Fehérvár                                     | 1 – 1               | Kaposvári Rákóczi    |
| ----------------------------------------------- | ------------------- | -------------------- |
| Pavličić 31' Cesar Romero 49' Mohl 66' Nagy 72' | (1 – 1) Jegyzőkönyv | Bogdán 2' Farkas 23' |

| Sóstói Stadion, Székesfehérvár Nézőszám: 1 976 Játékvezető: Szilasi Szabolcs (magyar) |

| 7. forduló 2008. szeptember 13. 20:00 |

| Budapest Honvéd                                                  | 1 – 2               | FC Fehérvár                                              |
| ---------------------------------------------------------------- | ------------------- | -------------------------------------------------------- |
| Maróti 33' 69' Magoč 40' Hercegfalvi 53' Abass 62' Smiljanić 90' | (1 – 1) Jegyzőkönyv | Farkas 37' Sitku 75' Andić 25' Nagy 82' Cesar Romero 89' |

| Bozsik József Stadion, Budapest Nézőszám: 1 500 Játékvezető: Kassai Viktor (magyar) |

| 8. forduló 2008. szeptember 19. 19:00 |

| FC Fehérvár | 0 – 2               | MTK Budapest           |
| ----------- | ------------------- | ---------------------- |
| Mohl 77'    | (0 – 0) Jegyzőkönyv | Lambulić 66' Szabó 84' |

| Sóstói Stadion, Székesfehérvár Nézőszám: 1 500 Játékvezető: Bognár Tamás (magyar) |

| 9. forduló 2008. szeptember 27. 19:00 |

| Diósgyőr   | 0 – 1               | FC Fehérvár                            |
| ---------- | ------------------- | -------------------------------------- |
| Kamber 42' | (0 – 1) Jegyzőkönyv | Simek 8' Sifter 38' Andić 39' Mohl 44' |

| DVTK-stadion, Miskolc Nézőszám: 3 000 Játékvezető: Iványi Zoltán (magyar) |

| 10. forduló 2008. október 4. 18:00 |

| FC Fehérvár                             | 4 – 1               | Paksi FC                                  |
| --------------------------------------- | ------------------- | ----------------------------------------- |
| Vujović 29' 65' Sitku 61' Kulcsár 90+3' | (1 – 1) Jegyzőkönyv | Kiss 7' 78' Hanák 27' Sipeki 45' Böde 90' |

| Sóstói Stadion, Székesfehérvár Nézőszám: 1 510 Játékvezető: Kassai Viktor (magyar) |

| 11. forduló 2008. október 18. 18:00 |

| Zalaegerszegi TE                                        | 2 – 0               | FC Fehérvár                       |
| ------------------------------------------------------- | ------------------- | --------------------------------- |
| Balázs 21' Waltner 90+1' (11-esből) Hajdú 27' Botis 33' | (1 – 0) Jegyzőkönyv | Horváth 27' Vujović 61′ Sitku 89' |

| ZTE Aréna, Zalaegerszeg Nézőszám: 3 162 Játékvezető: Sulyok Gergely (magyar) |

| 12. forduló 2008. október 25. 18:00 |

| FC Fehérvár                                          | 3 – 2               | Győri ETO                                               |
| ---------------------------------------------------- | ------------------- | ------------------------------------------------------- |
| Sitku 3' (11-esből) 64' 59' Pavličić 39' Horváth 45' | (2 – 1) Jegyzőkönyv | Bajzát 29' (11-esből) 45' Józsi 47' Bicák 41' Zámbó 63' |

| Sóstói Stadion, Székesfehérvár Nézőszám: 1 765 Játékvezető: Vad II. István (magyar) |

| 13. forduló 2008. november 1. 15:00 |

| Vasas                                | 4 – 1               | FC Fehérvár  |
| ------------------------------------ | ------------------- | ------------ |
| Divić 30' 67' B. Tóth 45' Németh 87' | (2 – 1) Jegyzőkönyv | Pavličić 40' |

| Illovszky Rudolf Stadion, Budapest Nézőszám: 1 500 Játékvezető: Solymosi Péter (magyar) |

| 14. forduló 2008. november 8. 18:00 |

| Nyíregyháza Spartacus              | 1 – 1               | FC Fehérvár |
| ---------------------------------- | ------------------- | ----------- |
| Bárányos 17' Zabos 59' Mboussi 85' | (1 – 0) Jegyzőkönyv | Koller 63'  |

| Nyíregyháza Városi Stadion, Nyíregyháza Nézőszám: 3 500 Játékvezető: Szilasi Szabolcs (magyar) |

| 15. forduló 2008. november 16. 17:30 |

| FC Fehérvár | 0 – 0               | Újpest    |
| ----------- | ------------------- | --------- |
| Koller 75'  | (0 – 0) Jegyzőkönyv | Dudić 79' |

| Sóstói Stadion, Székesfehérvár Nézőszám: 3 628 Játékvezető: Bede Ferenc (magyar) |

#### Tavaszi fordulók
| 16. forduló 2009. február 21. 17:00 |

| FC Fehérvár                     | 2 – 1               | BFC Siófok                          |
| ------------------------------- | ------------------- | ----------------------------------- |
| André Alves 5' Polonkai 58' 32' | (1 – 0) Jegyzőkönyv | Kanta 87' Magasföldi 35' Köntös 53' |

| Sóstói Stadion, Székesfehérvár Nézőszám: 1 314 Játékvezető: Bede Ferenc (magyar) |

| 17. forduló 2009. május 5. 19:00 |

| Haladás                          | 2 – 1               | FC Fehérvár                  |
| -------------------------------- | ------------------- | ---------------------------- |
| Kenesei 49' Vörös 70' Iszlai 65' | (0 – 1) Jegyzőkönyv | Oross 15' (öngól) Farkas 75' |

| Rohonci úti stadion, Szombathely Nézőszám: 6 000 Játékvezető: Solymosi Péter (magyar) |

| 18. forduló 2009. március 6. 19:00 |

| FC Fehérvár                                                   | 0 – 1               | Debreceni VSC       |
| ------------------------------------------------------------- | ------------------- | ------------------- |
| Radović 36' Sifter 73' Nagy 74' Farkas 75′ Horváth 77′, 90+1′ | (0 – 1) Jegyzőkönyv | Demjén 15' Kiss 56' |

| Sóstói Stadion, Székesfehérvár Nézőszám: 1 500 Játékvezető: Vad II. István (magyar) Asszisztensek: Ring György Tóth István |

| 19. forduló 2009. március 14. 18:00 |

| Kecskeméti TE                                | 2 – 1               | FC Fehérvár                                          |
| -------------------------------------------- | ------------------- | ---------------------------------------------------- |
| Kormos 22' 35' Montvai 75' Alempijević 90+1' | (2 – 0) Jegyzőkönyv | Vujović 90+2' 59' Radović 44' Szakály 58' Sifter 76' |

| Széktói Stadion, Kecskemét Nézőszám: 2 200 Játékvezető: Fábián Mihály (magyar) |

| 20. forduló 2009. március 21. 18:00 |

| FC Fehérvár                                                          | 4 – 0               | Rákospalotai EAC                 |
| -------------------------------------------------------------------- | ------------------- | -------------------------------- |
| Radović 10' Nagy 45' Farkas 57' (11-esből) Kulcsár 90+2' Vujović 67' | (2 – 0) Jegyzőkönyv | Kőhalmi 26' Ambrusz 49' Erős 63' |

| Sóstói Stadion, Székesfehérvár Nézőszám: 1 163 Játékvezető: Farkas Ádám (magyar) |

| 21. forduló 2009. április 4. 19:00 |

| Kaposvári Rákóczi                                | 1 – 1               | FC Fehérvár                                                      |
| ------------------------------------------------ | ------------------- | ---------------------------------------------------------------- |
| Obrić 31' 31' Petrók 45' Kovács 46' Zahorecz 86′ | (1 – 0) Jegyzőkönyv | Farkas 47' (11-esből) Horváth 39' Nagy 57' Elek 62' Koller 90+3' |

| Rákóczi Stadion, Kaposvár Nézőszám: 3 000 Játékvezető: Sulyok Gergely (magyar) |

| 22. forduló 2009. április 11. 19:00 |

| FC Fehérvár                                    | 0 – 2               | Budapest Honvéd                                                    |
| ---------------------------------------------- | ------------------- | ------------------------------------------------------------------ |
| Andić 26' Koller 37′ Vujović 66' Horváth 90+3′ | (0 – 2) Jegyzőkönyv | Hercegfalvi 38' (11-esből) 45' Arsenijević 34' Diego 56' Abass 69' |

| Sóstói Stadion, Székesfehérvár Nézőszám: 1 857 Játékvezető: Bognár Tamás (magyar) |

| 23. forduló 2009. április 17. 19:00 |

| MTK Budapest               | 0 – 4               | FC Fehérvár                                  |
| -------------------------- | ------------------- | -------------------------------------------- |
| Rodenbücher 40' Pintér 51′ | (0 – 1) Jegyzőkönyv | Szakály 44' 45' Vujović 53' 76' 87' Elek 36' |

| Hidegkuti Nándor Stadion, Budapest Nézőszám: 600 Játékvezető: Fábián Mihály (magyar) |

| 24. forduló 2009. április 25. 19:00 |

| FC Fehérvár                             | 2 – 1               | Diósgyőr                       |
| --------------------------------------- | ------------------- | ------------------------------ |
| Vujović 21' André Alves 33' Radović 81' | (2 – 1) Jegyzőkönyv | Honma 40' Gohér 44' Kamber 51' |

| Sóstói Stadion, Székesfehérvár Nézőszám: 1 617 Játékvezető: Takács János (magyar) |

| 25. forduló 2009. április 28. 19:00 |

| Paksi FC   | 0 – 1               | FC Fehérvár              |
| ---------- | ------------------- | ------------------------ |
| Pintér 79' | (0 – 0) Jegyzőkönyv | André Alves 67' Nagy 50' |

| Fehérvári úti stadion, Paks Nézőszám: 1 500 Játékvezető: Solymosi Péter (magyar) |

| 26. forduló 2009. május 1. 19:00 |

| FC Fehérvár                          | 1 – 1               | Zalaegerszegi TE      |
| ------------------------------------ | ------------------- | --------------------- |
| Szakály 28' Horváth 44' Polonkai 84' | (1 – 0) Jegyzőkönyv | Sluka 75' Horváth 60' |

| Sóstói Stadion, Székesfehérvár Nézőszám: 1 795 Játékvezető: Szabó Zsolt (magyar) |

| 27. forduló 2009. május 9. 19:00 |

| Győri ETO                                         | 1 – 2               | FC Fehérvár                                                        |
| ------------------------------------------------- | ------------------- | ------------------------------------------------------------------ |
| Copa 40' Kiss 12' Zámbó 65' Jäkl 68' Stanišić 73' | (1 – 1) Jegyzőkönyv | Vujović 16' Alison Silva 82' Lázár 32' André Alves 67' Horváth 79' |

| ETO Park, Győr Nézőszám: 2 000 Játékvezető: Iványi Zoltán (magyar) |

| 28. forduló 2009. május 16. 19:00 |

| FC Fehérvár                                   | 2 – 2               | Vasas                                                    |
| --------------------------------------------- | ------------------- | -------------------------------------------------------- |
| Vujović 24' Andić 64' Radović 25' Horváth 56' | (1 – 1) Jegyzőkönyv | Vukelja 32' Piller 56' (11-esből) 4' Villám 72' Tóth 88' |

| Sóstói Stadion, Székesfehérvár Nézőszám: 1 672 Játékvezető: Takács János (magyar) |

| 29. forduló 2009. május 23. 19:00 |

| FC Fehérvár                                          | 2 – 0               | Nyíregyháza Spartacus           |
| ---------------------------------------------------- | ------------------- | ------------------------------- |
| Sitku 15' Alison Silva 75' 40' Horváth 47' Dvéri 81' | (1 – 0) Jegyzőkönyv | Miskolczi 8' Oláh 29' Bakos 89' |

| Sóstói Stadion, Székesfehérvár Nézőszám: 1 508 Játékvezető: Fábián Mihály (magyar) |

| 30. forduló 2009. május 29. 19:00 |

| Újpest                                     | 1 – 2               | FC Fehérvár                       |
| ------------------------------------------ | ------------------- | --------------------------------- |
| Kabát 69' Lipták 49' Dudić 57' Božić 90+3′ | (0 – 2) Jegyzőkönyv | André Alves 30' Vujović 45' 90+3′ |

| Szusza Ferenc Stadion, Budapest Nézőszám: 4 293 Játékvezető: Szabó Zsolt (magyar) |

#### A bajnokság végeredménye
| #   | Csapat                    | M  | GY | D  | V  | G+ – G– | GK  | P  | Megjegyzések                  |
| --- | ------------------------- | -- | -- | -- | -- | ------- | --- | -- | ----------------------------- |
| 1.  | Debreceni VSC (B) (I)     | 30 | 21 | 5  | 4  | 70–29   | +41 | 68 | Bajnokok Ligája (selejtező)   |
| 2.  | Újpest (I)                | 30 | 17 | 8  | 5  | 61–38   | +23 | 59 | Európa-liga (2. selejtezőkör) |
| 3.  | Haladás Ú (I)             | 30 | 16 | 5  | 9  | 44–29   | +15 | 53 | Európa-liga (1. selejtezőkör) |
| 4.  | Zalaegerszegi TE          | 30 | 15 | 7  | 8  | 52–44   | +8  | 52 |                               |
| 5.  | Kecskeméti TE Ú           | 30 | 14 | 6  | 10 | 55–44   | +11 | 48 |                               |
| 6.  | FC Fehérvár               | 30 | 14 | 6  | 10 | 42–34   | +8  | 48 |                               |
| 7.  | MTK Budapest CV           | 30 | 13 | 6  | 11 | 43–41   | +2  | 45 |                               |
| 8.  | Győri ETO                 | 30 | 11 | 10 | 9  | 57–41   | +16 | 43 |                               |
| 9.  | Kaposvári Rákóczi         | 30 | 11 | 7  | 12 | 51–46   | +5  | 40 |                               |
| 10. | Vasas                     | 30 | 11 | 5  | 14 | 42–52   | −10 | 38 |                               |
| 11. | Paksi FC                  | 30 | 9  | 8  | 13 | 38–51   | −13 | 35 |                               |
| 12. | Diósgyőr                  | 30 | 9  | 6  | 15 | 29–45   | −16 | 33 |                               |
| 13. | Budapest Honvéd (KGY) (I) | 30 | 8  | 8  | 14 | 31–46   | −15 | 32 | Európa-liga (3. selejtezőkör) |
| 14. | Nyíregyháza Spartacus     | 30 | 7  | 11 | 12 | 32–41   | −9  | 32 |                               |
| 15. | BFC Siófok (K)            | 30 | 8  | 2  | 20 | 30–56   | −26 | 26 | NB II                         |
| 16. | Rákospalotai EAC (K)      | 30 | 3  | 6  | 21 | 33–73   | −40 | 15 | NB II                         |

Utolsó frissítés: 2013. február 19. 
Forrás: MLSZ adatbank 
A rangsorolás alapszabályai: 1. összpontszám, 2. győzelmek száma, 3. egymás elleni eredmények összpontszáma,  4. egymás elleni eredmények gólkülönbsége, 5. egymás elleni eredmények szerzett góljainak száma 6. gólkülönbség, 7. szerzett gólok száma.
(B): Bajnokcsapat, (K): Kieső csapat, (F): Feljutó csapat, (I): Kupainduló, (R): A rájátszás győztese, (KGY): Kupagyőztes

#### Az eredmények összesítése
Az alábbi táblázatban összesítve szerepelnek az FC Fehérvár 2008/09-es bajnokságban elért eredményei.
| Ősz/tavasz (forduló)    | Otthon | Otthon | Otthon | Otthon | Otthon | Otthon | Otthon | Idegenben | Idegenben | Idegenben | Idegenben | Idegenben | Idegenben | Idegenben |
| Ősz/tavasz (forduló)    | M      | GY     | D      | V      | LG–KG  | GK     | P      | M         | GY        | D         | V         | LG–KG     | GK        | P         |
| ----------------------- | ------ | ------ | ------ | ------ | ------ | ------ | ------ | --------- | --------- | --------- | --------- | --------- | --------- | --------- |
| Őszi szezon (1–15.)     | 7      | 3      | 2      | 2      | 10–8   | +2     | 11     | 8         | 3         | 1         | 4         | 7–11      | –4        | 10        |
| Tavaszi szezon (16–30.) | 8      | 4      | 2      | 2      | 13–8   | +5     | 14     | 7         | 4         | 1         | 2         | 12–7      | +5        | 13        |
| Összesen (1–30.)        | 15     | 7      | 4      | 4      | 23–16  | +7     | 25     | 15        | 7         | 2         | 6         | 19–18     | +1        | 23        |

#### Helyezések fordulónként
| Forduló  | 1  | 2  | 3  | 4  | 5  | 6  | 7  | 8  | 9  | 10 | 11 | 12 | 13 | 14 | 15 | 16 | 17 | 18 | 19 | 20 | 21 | 22 | 23 | 24 | 25 | 26 | 27 | 28 | 29 | 30 |
| -------- | -- | -- | -- | -- | -- | -- | -- | -- | -- | -- | -- | -- | -- | -- | -- | -- | -- | -- | -- | -- | -- | -- | -- | -- | -- | -- | -- | -- | -- | -- |
| Helyszín | I  | O  | I  | O  | I  | O  | I  | O  | I  | O  | I  | O  | I  | I  | O  | O  | I  | O  | I  | O  | I  | O  | I  | O  | I  | O  | I  | O  | O  | I  |
| Eredmény | V  | GY | V  | V  | GY | D  | GY | V  | GY | GY | V  | GY | V  | D  | D  | GY | V  | V  | V  | GY | D  | V  | GY | GY | GY | D  | GY | D  | GY | GY |
| Helyezés | 14 | 8  | 13 | 14 | 10 | 12 | 9  | 10 | 9  | 7  | 9  | 6  | 7  | 8  | 9  | 6  | 9  | 9  | 9  | 8  | 9  | 11 | 9  | 7  | 7  | 8  | 5  | 6  | 6  | 6  |

Helyszín: O = Otthon; I = Idegenben. Eredmény: GY = Győzelem; D = Döntetlen; V = Vereség.

### Magyar kupa
| 3. forduló 2008. szeptember 3. 15:30 |

| FC Tatabánya | 0 – 3               | FC Fehérvár                        |
| ------------ | ------------------- | ---------------------------------- |
| Almási 21'   | (0 – 2) Jegyzőkönyv | Kulcsár 32' Sitku 45' 26' Nagy 51' |

| Grosics Gyula Stadion, Tatabánya Játékvezető: Gyarmati II. Tibor (magyar) |

| 4. forduló 2008. szeptember 23. 18:00 |

| FC Felcsút            | 1 – 1               | FC Fehérvár                      |
| --------------------- | ------------------- | -------------------------------- |
| Móri 90+9' Domján 11' | (0 – 1) Jegyzőkönyv | Koller 11' Horváth 28' Andić 75' |

| Felcsút Játékvezető: Arany Tamás (magyar) |

- Büntetőrúgások (5 – 6) után az FC Fehérvár jutott tovább.

| 5. forduló Első mérkőzés 2008. október 8. 20:45 |

| FC Fehérvár                          | 2 – 1               | Debreceni VSC                                        |
| ------------------------------------ | ------------------- | ---------------------------------------------------- |
| Vujović 62' 79' 47' Horváth 38′, 89′ | (0 – 0) Jegyzőkönyv | Leandro 65' Csernyánszki 20′ Dombi 87' Dudu 90′, 90′ |

| Sóstói Stadion, Székesfehérvár Nézőszám: 800 Játékvezető: Szabó Zsolt (magyar) |

| 5. forduló Visszavágó 2008. október 21. 18:00 |

| Debreceni VSC | 1 – 0               | FC Fehérvár                |
| ------------- | ------------------- | -------------------------- |
| Komlósi 39'   | (1 – 0) Jegyzőkönyv | Mohl 72' Koller 82′, 90+1′ |

| Oláh Gábor utcai stadion, Debrecen Nézőszám: 4 000 Játékvezető: Kassai Viktor (magyar) |

- Idegenben lőtt góllal a Debreceni VSC jutott tovább.

### Ligakupa

#### Csoportkör (D csoport)
| 1. forduló 2008. október 1. 17:00 |

| FC Fehérvár                         | 4 – 0               | Rákospalotai EAC    |
| ----------------------------------- | ------------------- | ------------------- |
| Kulcsár 15' 19' Disztl 21' Nagy 67' | (3 – 0) Jegyzőkönyv | Dancs 21' Hajdu 78' |

| Sóstói Stadion, Székesfehérvár Játékvezető: Oláh Gábor (magyar) |

| 2. forduló 2008. október 15. 15:00 |

| Baktalórántháza VSE | 0 – 2               | FC Fehérvár                          |
| ------------------- | ------------------- | ------------------------------------ |
| Szilágyi 41'        | (0 – 0) Jegyzőkönyv | Lattenstein 51' Disztl 64' Dvéri 38' |

| Baktalórántháza Játékvezető: Fajkusz Gábor (magyar) |

| 3. forduló 2008. október 29. 19:00 |

| FC Fehérvár                              | 0 – 0               | Ferencváros         |
| ---------------------------------------- | ------------------- | ------------------- |
| Lattenstein 31' Csobánki 62' Horváth 75' | (0 – 0) Jegyzőkönyv | Moussa 75' Sváb 80' |

| Sóstói Stadion, Székesfehérvár Játékvezető: Németh Ádám (magyar) |

| 4. forduló 2008. november 5. 17:00 |

| FC Fehérvár                                 | 2 – 2               | Budapest Honvéd           |
| ------------------------------------------- | ------------------- | ------------------------- |
| Mohl 26' Disztl 79' Kulcsár 40' Denysov 63' | (1 – 0) Jegyzőkönyv | Abass 67' Arsenijević 71' |

| Sóstói Stadion, Székesfehérvár Játékvezető: Takács János (magyar) |

| 5. forduló 2008. november 12. 13:30 |

| Kecskeméti TE                                  | 2 – 3               | FC Fehérvár                                            |
| ---------------------------------------------- | ------------------- | ------------------------------------------------------ |
| Rusvay 66' Ábel 88' Vlahović 22' Pénzváltó 74′ | (0 – 1) Jegyzőkönyv | Ulvicki 15' Lelkes 49' Nagy 60' Denysov 42' Disztl 77' |

| Széktói Stadion, Kecskemét Nézőszám: 100 Játékvezető: Andó-Szabó Sándor (magyar) |

| 6. forduló 2008. december 3. 13:00 |

| Rákospalotai EAC                              | 2 – 4               | FC Fehérvár                         |
| --------------------------------------------- | ------------------- | ----------------------------------- |
| Torma 54' 60' Dancs 31' Gasparik 56' Erős 58' | (0 – 2) Jegyzőkönyv | Sitku 7' 83' Kulcsár 44' Farkas 59' |

| Budai II László Stadion, Budapest Játékvezető: Takács János (magyar) |

| 7. forduló 2008. november 29. 13:00 |

| FC Fehérvár                                                              | 8 – 0               | Baktalórántháza VSE |
| ------------------------------------------------------------------------ | ------------------- | ------------------- |
| Horváth 8' Pavličić 19' 26' Dvéri 37' 40' Kulcsár 45' 55' 83' Kocsis 38' | (6 – 0) Jegyzőkönyv |                     |

| Sóstói Stadion, Székesfehérvár Játékvezető: Janitz Gergő (magyar) |

| 8. forduló 2008. december 6. 12:00 |

| Ferencváros                     | 2 – 3               | FC Fehérvár                                                      |
| ------------------------------- | ------------------- | ---------------------------------------------------------------- |
| Nyilasi 75' Tóth 79' Bartha 37' | (0 – 3) Jegyzőkönyv | Nagy 16' 43' Horváth 34' 75' Andić 11′ Radović 45' Filipović 76' |

| Albert Flórián Stadion, Budapest Játékvezető: Szilasi Szabolcs (magyar) |

| 9. forduló 2009. február 7. 15:00 |

| Budapest Honvéd            | 1 – 1               | FC Fehérvár                                |
| -------------------------- | ------------------- | ------------------------------------------ |
| Arsenijević 38' Genito 82' | (1 – 1) Jegyzőkönyv | Sitku 23' Radović 6' Horváth 37' Lázár 59' |

| Bozsik József Stadion, Budapest Játékvezető: Iványi Zoltán (magyar) |

| 10. forduló 2009. február 14. 14:00 |

| FC Fehérvár                   | 2 – 0               | Kecskeméti TE                    |
| ----------------------------- | ------------------- | -------------------------------- |
| Nagy 66' Koller 81' Andić 78' | (0 – 0) Jegyzőkönyv | Grkinić 22' Farkas 36' Koncz 67' |

| Sóstói Stadion, Székesfehérvár Nézőszám: 300 Játékvezető: Bognár Tamás (magyar) |

#### A D csoport végeredménye
| Színmagyarázat | Színmagyarázat                                                 |
| -------------- | -------------------------------------------------------------- |
|                | A csoportelső és csoportmásodik bejutott a negyeddöntőbe.      |
|                | A csoport többi helyezettje nem folytathatta a kupaszereplést. |

| Csapat              | M  | Gy | D | V  | Lg | Kg | Gk  | P  |
| ------------------- | -- | -- | - | -- | -- | -- | --- | -- |
| FC Fehérvár         | 10 | 7  | 3 | 0  | 29 | 9  | +20 | 24 |
| Budapest Honvéd     | 10 | 5  | 4 | 1  | 33 | 16 | +17 | 19 |
| Ferencváros         | 10 | 5  | 4 | 1  | 20 | 10 | +10 | 19 |
| Kecskeméti TE       | 10 | 3  | 2 | 5  | 22 | 17 | +5  | 11 |
| Rákospalotai EAC    | 10 | 3  | 1 | 6  | 14 | 28 | -14 | 10 |
| Baktalórántháza VSE | 10 | 0  | 0 | 10 | 3  | 41 | -38 | 0  |

#### Negyeddöntő
| Első mérkőzés 2009. március 3. 16:30 |

| Diósgyőr               | 0 – 0               | FC Fehérvár                      |
| ---------------------- | ------------------- | -------------------------------- |
| Kamber 41' Szélpál 84' | (0 – 0) Jegyzőkönyv | Pavličić 21' Sifter 51' Elek 81' |

| DVTK-stadion, Miskolc Játékvezető: Takács János (magyar) |

| Visszavágó 2009. március 25. 17:00 |

| FC Fehérvár | 1 – 0               | Diósgyőr                |
| ----------- | ------------------- | ----------------------- |
| Horváth 71' | (0 – 0) Jegyzőkönyv | Bogunović 35' Szabó 70' |

| Sóstói Stadion, Székesfehérvár Játékvezető: Németh Ádám (magyar) |

#### Elődöntő
| Első mérkőzés 2009. március 29. 17:30 |

| FC Fehérvár                                           | 2 – 0               | Győri ETO                                           |
| ----------------------------------------------------- | ------------------- | --------------------------------------------------- |
| Radović 64' 58' André Alves 80' Vujović 24' Lázár 35' | (0 – 0) Jegyzőkönyv | Berde 28' Bicák 31' Dorogi 37' Völgyi 60' Šupić 75′ |

| Sóstói Stadion, Székesfehérvár Játékvezető: Bede Ferenc (magyar) |

| Visszavágó 2009. április 8. 18:00 |

| Győri ETO                                    | 1 – 1               | FC Fehérvár     |
| -------------------------------------------- | ------------------- | --------------- |
| Copa 46' Völgyi 27' Pilibaitis 58' Zámbó 67' | (0 – 0) Jegyzőkönyv | André Alves 61' |

| ETO Park, Győr Játékvezető: Andó-Szabó Sándor (magyar) |

#### Döntő
| 2009. május 13. 18:00 |

| Pécsi MFC                               | 1 – 3                         | FC Fehérvár                                                     |
| --------------------------------------- | ----------------------------- | --------------------------------------------------------------- |
| Wittrédi 58' Lantos 12′ Koplárovics 64' | (0 – 2) Jegyzőkönyv Részletek | Vujović 13' (11-esből) 26' Alison Silva 69' Andić 36' Lázár 39' |

| Révész Géza utcai stadion, Siófok Nézőszám: 2 800 Játékvezető: Bede Ferenc (magyar) |